# 奧托三世 (士瓦本)
奧托三世（？—1057年9月28日），又名施韋因富特的奧托（德語：Otto von Schweinfurt），諾德高藩侯（1024年—1031年）及士瓦本公爵（1048年—1057年）。
奧托是諾德高藩侯施韋因富特的亨利（約970年-1017年）和他的妻子格萊貝格的格貝爾加（約970年-1036年以後）的兒子，
奧托是最有權勢的東法蘭克王國繼承人之一：在拉登茨高和施韋因富特擁有廣闊的領地。1014年，奧托作為凱爾斯高伯爵首次出現，並於1024年繼承他父親的爵位為諾德高藩侯。1034年，奧托成為下納布伯爵。從那時起，他被派往士瓦本，參加了多次對波希米亞、匈牙利和波蘭的帝國遠征。奧托與勇者波列斯瓦夫一世的女兒瑪蒂爾達訂婚，但婚約告吹。
1048年1月在烏爾姆，皇帝亨利三世在士瓦本公爵奧托二世逝世而引起短暫空缺後任命施韋因富特的奧托為士瓦本公爵。奧托亦忠於亨利三世。1035年，他與波蘭的博列斯勞斯一世的女兒瑪蒂爾達訂婚，但作為亨利三世意大利計劃的一部分，奧托三世退婚並與都靈藩侯烏爾里克·曼弗雷德二世的女兒伊米拉的結婚。奧托三世在其他方面無所作為，在統治九年後去世，葬於施韋因富特。

## 家庭
通過與都靈的伊米拉（卒於1078年4月29日）的婚姻，奧托二人一共擁有五名女兒：
- 伯莎/阿爾貝拉達（卒於1103年4月1日），先嫁給卡斯特爾伯爵赫爾曼二世，其後再嫁給卡斯特爾伯爵腓特烈
- 吉塞拉，繼承庫爾姆巴赫和拜羅伊特，嫁給安代克斯伯爵阿諾四世
- 朱迪思（卒於1104年），先嫁給巴伐利亞公爵康拉德一世，再嫁給波滕斯坦伯爵博托
- 艾麗卡，雷根斯堡下明斯特修道院院長
- 比阿特麗斯 (1040年–1140年)，繼承施韋因富特，嫁給希爾德里茨豪森伯爵和諾德高伯爵亨利二世，